# ويليام مور (عمال)
ويليام مور (بالإنجليزية: William Moore)‏ هو عمال بريطاني، ولد في 1949 في بلفاست في المملكة المتحدة، وتوفي بنفس المكان في 17 مايو 2009 بسبب نوبة قلبية.